# Warszawa Wschodnia
Warszawa Wschodnia (Varsó Keleti-pályaudvar) egy lengyelországi vasútállomás, Varsó keleti részén. A vasútállomáson jelentős a személyforgalom, ez a nyugatról jövő távolsági vonatok végállomása és számos helyi vasút megállóhelye is.

## Vasútvonalak
Az állomást az alábbi vasútvonalak érintik:
- Varsó–Terespol-vasútvonal
- Varsó–Dorohusk-vasútvonal
- Varsó–Gdańsk-vasútvonal
- Varsó–Varsó Grochów-vasútvonal
- Varsó–Varsó Rembertów-vasútvonal
- Varsó–Varsó Grochów T4G-vasútvonal

## Története
A vasútállomást 1866-ban adták át, mint a Varsó–Terespol-vasútvonal végállomása. Innen ered korábbi neve is: Terespoli pályaudvar. Az állomást 1933-ban átépítették, de a II. világháború alatt leromboltál. A jelenlegi állomást 1969-ben adták át.
A 2012-es labdarúgó-Európa-bajnokság előtt felújításon esett át.

## Forgalom
| Üzemeltető/Vonatnem | Üzemeltető/Vonatnem | Útvonal | Útvonal |
| ------------------- | ------------------- | --- | ------- |
| PKP InterCity       | EIC BWE             | Warszawa Wschodnia – Warszawa Centralna – Kutno – Konin – Poznań Główny – Berlin Hauptbahnhof                                                  |         |
| PKP InterCity       | EIC                 | Warszawa Wschodnia – Warszawa Zachodnia – Poznań Główny – Wrocław Główny                                                                       |         |
| PKP InterCity       | EIC                 | Warszawa Wschodnia – Warszawa Zachodnia – Katowice – Wrocław Główny                                                                            |         |
| PKP InterCity       | EIC                 | Warszawa Wschodnia – Warszawa Zachodnia – Katowice – Wien Westbahnhof                                                                          |         |
| PKP InterCity       | EIC                 | Warszawa Wschodnia – Warszawa Zachodnia – Katowice – Villach Hauptbahnhof                                                                      |         |
| PKP InterCity       | EIC                 | Warszawa Wschodnia – Warszawa Zachodnia – Katowice – Rybnik – Wodzisław Śl. – Praha hlavní nádraží                                             |         |
| PKP InterCity       | EIC                 | Warszawa Wschodnia – Warszawa Zachodnia – Katowice – Budapest-Nyugati pályaudvar                                                               |         |
| PKP InterCity       | EIC                 | Warszawa Wschodnia – Warszawa Zachodnia – Katowice – Rybnik – Wodzisław Śl. – Ostrava-Svinov                                                   |         |
| PKP InterCity       | EIC                 | Warszawa Wschodnia – Warszawa Zachodnia – Poznań Główny – Szczecin Główny                                                                      |         |
| PKP InterCity       | EIC                 | Warszawa Wschodnia – Warszawa Zachodnia – Katowice – Bielsko-Biała                                                                             |         |
| PKP InterCity       | EIC                 | Warszawa Wschodnia – Warszawa Zachodnia – Kraków Główny – Zakopane                                                                             |         |
| PKP InterCity       | EIC                 | Warszawa Wschodnia – Działdowo – Olsztyn Zachodni – Olsztyn Główny                                                                             |         |
| PKP InterCity       | EIC                 | Warszawa Wschodnia – Warszawa Zachodnia – Kutno – Gdynia Główna                                                                                |         |
| PKP InterCity       | EIC                 | Warszawa Wschodnia – Warszawa Zachodnia – Kutno – Gdynia Główna – Hel                                                                          |         |
| PKP InterCity       | EIC                 | Warszawa Wschodnia – Działdowo – Gdynia Główna – Kołobrzeg                                                                                     |         |
| PKP InterCity       | EIC                 | Warszawa Wschodnia – Warszawa Zachodnia – Kutno – Poznań Główny                                                                                |         |
| PKP InterCity       | EIC                 | Warszawa Wschodnia – Warszawa Zachodnia – Kutno – Poznań Główny – Zielona Góra                                                                 |         |
| PKP InterCity       | TLK                 | Warszawa Wschodnia – Warszawa Zachodnia – Kutno – Konin – Poznań Główny – Zielona Góra                                                         |         |
| PKP InterCity       | TLK                 | Warszawa Wschodnia – Warszawa Zachodnia – Poznań Główny – Szczecin Główny                                                                      |         |
| PKP InterCity       | TLK                 | Warszawa Wschodnia – Warszawa Zachodnia – Łódź Kaliska – Wrocław Główny – Jelenia Góra                                                         |         |
| PKP InterCity       | TLK                 | Warszawa Wschodnia – Warszawa Zachodnia – Katowice – Zebrzydowice                                                                              |         |
| PKP InterCity       | TLK                 | Warszawa Wschodnia – Warszawa Zachodnia – Katowice – Wrocław Główny                                                                            |         |
| PKP InterCity       | TLK                 | Warszawa Wschodnia – Warszawa Zachodnia – Kraków Główny                                                                                        |         |
| PKP InterCity       | TLK                 | Warszawa Wschodnia – Warszawa Zachodnia – Poznań Główny – Szczecin Główny                                                                      |         |
| PKP InterCity       | TLK                 | Warszawa Wschodnia – Warszawa Zachodnia – Katowice – Wisła Głębce                                                                              |         |
| PKP InterCity       | TLK                 | Warszawa Wschodnia – Warszawa Zachodnia – Kraków Główny – Zakopane                                                                             |         |
| PKP InterCity       | TLK                 | Warszawa Wschodnia – Działdowo – Olsztyn Zachodni – Olsztyn Główny                                                                             |         |
| PKP InterCity       | TLK                 | Warszawa Wschodnia – Warszawa Zachodnia – Kutno – Świnoujście                                                                                  |         |
| PKP InterCity       | TLK                 | Warszawa Wschodnia – Warszawa Zachodnia – Kutno – Gorzów Wielkopolski                                                                          |         |
| PKP InterCity       | TLK                 | Warszawa Wschodnia – Kutno – Bydgoszcz Główna – Piła Główna                                                                                    |         |
| PKP InterCity       | TLK                 | Warszawa Wschodnia – Warszawa Zachodnia – Skarżysko-Kamienna – Przemyśl Główny                                                                 |         |
| PKP InterCity       | TLK                 | Warszawa Zachodnia – Warszawa Wschodnia – Lublin                                                                                               |         |
| PKP InterCity       | TLK                 | Warszawa Zachodnia – Warszawa Wschodnia – Lublin – Chełm                                                                                       |         |
| PKP InterCity       | TLK                 | Warszawa Wschodnia – Warszawa Zachodnia – Skarżysko-Kamienna – Kraków Główny                                                                   |         |
| PKP InterCity       | TLK                 | Warszawa Wschodnia – Warszawa Zachodnia – Racibórz                                                                                             |         |
| PKP InterCity       | TLK                 | Warszawa Zachodnia – Warszawa Wschodnia – Terespol                                                                                             |         |
| PKP InterCity       | TLK                 | Warszawa Wschodnia – Warszawa Zachodnia – Łódź Kaliska – Wrocław Główny                                                                        |         |
| Koleje Mazowieckie  | R1                  | Warszawa Wschodnia – Warszawa Zachodnia – Pruszków – Żyrardów – Skierniewice                                                                   |         |
| Koleje Mazowieckie  | R2                  | Warszawa Zachodnia – Warszawa Wschodnia – Sulejówek Miłosna – Mińsk Maz. – Łuków                                                               |         |
| Koleje Mazowieckie  | R3                  | Warszawa Wschodnia – Warszawa Zachodnia – Błonie – Sochaczew – Płock                                                                           |         |
| Koleje Mazowieckie  | R7                  | Warszawa Zachodnia – Warszawa Wschodnia – Otwock – Celestynów – Pilawa – Dęblin                                                                |         |
| Koleje Mazowieckie  | R8                  | Warszawa Wschodnia – Warszawa Zachodnia – Piaseczno – Skarżysko-Kamienna                                                                       |         |
| Koleje Mazowieckie  | RL                  | Warszawa Lotnisko Chopina – Warszawa Wschodnia – Modlin                                                                                        |         |
| Polregio            | IR                  | Warszawa Wschodnia – Łódź Kaliska |         |
| Polregio            | IR                  | Warszawa Wschodnia – Katowice |         |
| Polregio            | IR                  | Warszawa Wschodnia – Kraków Główny |         |
| Polregio            | IR                  | Warszawa Wschodnia – Szczecin Główny |         |
| Polregio            | IR                  | Warszawa Wschodnia – Poznań Główny |         |
| Polregio            | IR                  | Warszawa Wschodnia – Zielona Góra |         |
| Polregio            | IR                  | Warszawa Wschodnia – Hajnówka |         |
| Polregio            | IR                  | Warszawa Zachodnia – Białystok |         |
| Polregio            | IR                  | Warszawa Wschodnia – Świnoujście |         |
| Polregio            | IR                  | Warszawa Wschodnia – Jelenia Góra |         |
| Polregio            | IR                  | Warszawa Zachodnia – Chełm |         |
| Polregio            | IR                  | Warszawa Wschodnia – Kudowa Zdrój |         |
| Polregio            | IR                  | Poznań Główny – Warszawa Wschodnia – Lublin |         |
| Polregio            | IR                  | Łódź Kaliska – Warszawa Wschodnia – Terespol                                                                                                   |         |
| SKM                 | S1                  | Otwock – Warszawa Wschodnia – Warszawa Śródmieście – Warszawa Zachodnia – Pruszków                                                             |         |
| SKM                 | S2                  | Sulejówek Miłosna – Warszawa Wschodnia – Warszawa Śródmieście – Warszawa Zachodnia – Warszawa Lotnisko Chopina                                 |         |
| SKM                 | S3                  | Legionowo Piaski – Legionowo – Warszawa Wschodnia – Warszawa Śródmieście / Warszawa Centralna – Warszawa Zachodnia – Warszawa Lotnisko Chopina |         |

## Fordítás
- Ez a szócikk részben vagy egészben  a   Warszawa Wschodnia railway station című angol Wikipédia-szócikk fordításán alapul.  Az eredeti cikk szerkesztőit annak laptörténete sorolja fel. Ez a jelzés csupán a megfogalmazás eredetét és a szerzői jogokat jelzi, nem szolgál a cikkben szereplő információk forrásmegjelöléseként.
- Ez a szócikk részben vagy egészben  a   Warszawa Wschodnia Osobowa című lengyel Wikipédia-szócikk fordításán alapul.  Az eredeti cikk szerkesztőit annak laptörténete sorolja fel. Ez a jelzés csupán a megfogalmazás eredetét és a szerzői jogokat jelzi, nem szolgál a cikkben szereplő információk forrásmegjelöléseként.